# Đường Trung Tông
Đường Trung Tông (chữ Hán: 唐中宗, 26 tháng 11 năm 656 - 3 tháng 7 năm 710), là vị Hoàng đế thứ tư và thứ sáu của nhà Đường trong lịch sử Trung Quốc, từng hai lần không liên tục giữ ngôi vị Hoàng đế nhà Đường; lần đầu từ 3 tháng 1 năm 684 đến 26 tháng 2 năm 684 và lần thứ hai từ ngày 23 tháng 2 năm 705 đến 3 tháng 7 năm 710.
Sau cái chết của cha là Đường Cao Tông Lý Trị, ông bước lên Hoàng vị, nhưng chỉ có gần 2 tháng thì đã bị mẹ là Võ Thái hậu phế truất, đày đi Phòng Châu và bị quản thúc. Sau này, Võ hậu cướp ngôi, triều đình xảy ra tranh chấp về người kế vị. Tháng 10 năm 698, nghe theo lời của đại thần Địch Nhân Kiệt, Võ hậu hạ chiếu lập Lý Hiển trở lại làm Hoàng thái tử. Năm 705, sau cuộc chính biến cung đình, Võ hậu bị ép thoái ngôi trở thành Thái thượng hoàng, ông được phục ngôi vị; khôi phục nhà Đường sau 15 năm gián đoạn.
Thời gian trị vì lần thứ hai của Trung Tông kéo dài 5 năm. Trong những năm đó, quyền lực thực sự trong triều bị Vi hoàng hậu cùng tình nhân là Võ Tam Tư chi phối. Vi hoàng hậu muốn đưa con gái mình là An Lạc công chúa làm Hoàng thái nữ, nhưng Trung Tông không chấp nhận việc này. Đến ngày 3 tháng 7 năm 710, Trung Tông đột nhiên qua đời. Nhiều sử gia cho rằng cái chết đột ngột này là do An Lạc công chúa hạ độc.
Ông là anh trai của Đường Duệ Tông Lý Đán, bác ruột Đường Huyền Tông Lý Long Cơ.

## Thân thế
Đường Trung Tông có tên thật là Lý Hiển (李顯), chào đời vào ngày 5 tháng 11, năm Hiển Khánh thứ 1 (Bính Thìn), (tức 26 tháng 11 năm 656), ở thành Trường An. Ông là người con trai thứ 7 của Đường Cao Tông, mẹ là Tắc Thiên Thuận Thánh hoàng hậu. Năm 657, ông được Cao Tông phong tước vị Chu vương (周王), nhậm chức Lạc châu mục. Khi đó người anh thứ năm của ông là Lý Hoằng còn ở ngôi Hoàng thái tử.
Năm 674, trong một buổi yến tiệc cung đình, Đường Cao Tông cho Lý Hiển cùng người anh là Lý Hiền chỉ huy hai đội nhạc tả, hữu cùng nhau so tài. Tuy nhiên về sau xét thấy việc này có thể dẫn đến sự tranh giành giữa hai anh em, Cao Tông bèn thôi.
Khi đến tuổi trưởng thành, Lý Hiển kết hôn với Triệu thị, nguyên quán ở Kinh Triệu. Bà này vốn là con gái của Thường Lạc công chúa, con gái của Đường Cao Tổ, so với Lý Hiển thì là biểu cô. Đường Cao Tông rất tán thành cuộc hôn nhân này, song Võ hoàng hậu không ưa Triệu thị. Năm 675, Triệu thị do đắc tội với Võ hậu, bị bà ta giam lỏng trong Nội thị tỉnh, chỉ được đưa rau, thịt sống cho tự nấu ăn. Không lâu sau, Triệu thị chết đói, cha bà là Triệu Côi cùng Thường Lạc công chúa bị đày ra đến Hoạt Châu.
Năm 676, khi quân Thổ Phiên tiến công vào biên giới nhà Đường, Cao Tông phong cho Lý Hiển làm tướng chỉ huy quân đội chống Thổ Phiên, nhưng thực tế quyền cầm quân nằm trong tay hai tướng Lưu Thẩm Lễ và Khế Bật Hà Lực.
Năm 677, Đường Cao Tông đổi phong Lý Hiển từ Chu vương thành Anh vương (英王), đổi tên của Lý Hiển thành Lý Triết (武顯). Đồng thời, ông cũng được bổ làm Ung châu mục. Năm 680, Hoàng thái tử Lý Hiền bị phế truất, Anh vương Lý Triết được lập làm Hoàng thái tử, lại đổi tên thành Hiển như cũ.
Năm 681, Đường Cao Tông có bệnh, tạm giao triều chính cho Hoàng thái tử Lý Hiển trông coi, tuy nhiên không lâu sau, Cao Tông khỏi bệnh và lại có thể lâm triều. Cùng năm, Hoàng thái tử kết hôn với Vi thị. Nhờ đó, cha Vi thị là Tham quân Phổ châu Vi Huyền Trinh được phong làm Thứ sử Dự Châu.
Đầu năm 682, Vi thị hạ sinh hoàng tôn Lý Trọng Nhuận. Cao Tông vui mừng, lập tức phong Trọng Nhuận làm Hoàng thái tôn. Cuối năm đó, do nạn đói ở Quan Trung, Đường Cao Tông rời Trường An, xuất tuần Lạc Dương, để Lý Hiển ở lại trấn thủ Trường An.

## Hoàng đế bù nhìn (3/1/684-26/2/684)
Tháng 12 năm 683, Đường Cao Tông lâm bệnh nặng ở Lạc Dương, bèn triệu Hoàng thái tử Lý Hiển từ Trường An về Lạc Dương trao di chiếu và giao cho đại thần Bùi Viêm phụ chính. Ngày 27 tháng 12, Đường Cao Tông băng hà ở điện Trinh Quan, Lạc Dương. Ngày 3 tháng 1 năm 684, Hoàng thái tử lên ngôi, đổi niên hiệu là Tự Thánh (嗣圣), phong Vi thị làm Hoàng hậu.
Đường Trung Tông mới lên ngôi, phải chịu tang Tiên hoàng, mọi việc trong triều đều do Võ Thái hậu quyết đoán. Tháng 1 năm 684, Trung Tông muốn phong nhạc phụ Vi Huyền Trinh làm Tể tướng, Bùi Viêm hết sức can ngăn. Ông nói: "Ta giao cả giang sơn cho Huyền Trinh không được sao". Bùi Viêm cố cãi lại không được, bèn mật cáo với Võ Thái hậu.
Trình Vụ Đĩnh và Hữu lĩnh quân đại tướng, Kiểm hiệu Hữu Vũ Lâm quân Trương Kiền Úc cùng nhận mật chỉ của Võ Thái hậu, soái quân vào cung.
Ngày 26 tháng 2, Võ Thái hậu dẫn quân của Trình Vụ Đĩnh và Trương Kiền Úc vào triều, tuyên chiếu phế truất ông làm Lư Lăng vương (廬陵王), rồi giam lỏng ông ở biệt sở. Võ Thái hậu quyết định lập Tương vương Lý Đán lên ngôi, tức Đường Duệ Tông. Tháng 5 cùng năm, Trung Tông bị đổi tên lại là Triết, bị lưu đày đến Phòng châu, rồi Quân châu, ở ngôi nhà mà bác ruột ông là Ngụy vương Lý Thái từng ở sau khi bị Thái Tông giáng tước.
Trên đường đi, Vi hậu sinh ra một con gái. Nhưng lúc đó không có tã để quấn, Lý Triết phải cởi áo của mình làm tã cho tiểu công chúa, bởi vậy tiểu công chúa được đặt tên là Khỏa Nhi (裹儿). Cả Lý Triết và Vi thị đều rất yêu thương tiểu công chúa này.

## Thời gian bị lưu đày
Từ khi bị lưu đày, Lý Triết sống trong cảnh thiếu thốn cùng Vi thị và rất sợ có ngày sẽ bị chết trong tay mẹ mình như An Định công chúa và thái tử Lý Hoằng trước đây. Mỗi khi có chiếu chỉ của Thái hậu đem đến, ông đều rất lo sợ, nhiều lần muốn tự sát. Vi thị cố gắng khuyên can và an ủi ông, do đó tình cảm của ông dành cho bà ta rất sâu đậm. Ông nhiều lần nói với bà ta: "Một ngày nào đó trẫm được về triều sẽ không ngăn cấm nàng gì cả"..
Trong thời gian đó, nhiều cuộc khởi nghĩa chống Võ hậu đã lấy danh nghĩa khôi phục hoàng vị cho Lý Triết như các cuộc khởi nghĩa của Từ Kính Nghiệp, Dương Sơ Thành... nhưng trước sau đều thất bại.
Năm 690, Võ Thái hậu lấy ngôi nhà Đường, xưng Nữ hoàng, lập ra nhà Võ Chu. Cựu hoàng Lý Đán bị bà ta giáng làm Hoàng tự (người nối ngôi), trong khi Lý Triết vẫn phải ở lại Phòng châu.

## Trở lại làm Thái tử
Hai người cháu của Võ hậu là Võ Thừa Tự và Võ Tam Tư muốn giành ngôi thái tử, kết bè kết cánh chống lại nhau và cùng âm mưu lật đổ hoàng tự Lý Đán. Thái hậu luôn cảm thấy bất an vì việc này, không biết giải quyết ra sao. Đại thần Địch Nhân Kiệt dâng sớ nói rằng Cao Tông lúc chết đem hai con phó thác cho thái hậu, nay dù thái hậu lên ngôi nếu như muốn đem thiên hạ giao cho người cùng họ là trái ý trời, mà không có tiền lệ gì mà cô nhường ngôi cho cháu. Nếu lập con thì sau này thái hậu còn được vào thái miếu, nếu lập cháu thì về sau không biết địa vị của thái hậu sẽ ở đâu. Thái hậu nghe theo.
Sau đó Nhân Kiệt lại khuyên thái hậu triệu Lư Lăng vương Lý Triết về kinh, được Vương Phương Khánh và Vương Cập Thiện ủng hộ theo. Thái hậu cũng bắt đầu suy nghĩ việc này.
U châu tướng Tôn Vạn Vinh cũng muốn tôn lập Lý Triết, mới thuyết phục hai sủng nam của thái hậu là Trương Dịch Chi, Trương Xương Tông cũng ủng hộ ông. Hai người nghe theo, nhiều lần to nhỏ với Thái hậu. Thái hậu cuối cùng xiêu lòng.
Tháng 4 năm 697, thái hậu ra lệnh rằng Lư Lăng vương Lý Hiển trong người có bệnh, đặc cách cho về kinh, lại cho phép thê tử, con cái đi theo. Không lâu sau ông về tới Trường An. Tháng 10 năm 697, Hoàng tự Lý Đán dâng sớ xin nhường ngôi kế vị cho Lý Triết. Thái hậu bằng lòng, đổi hoàng tự là Tương vương và phong Lý Triết làm Hoàng thái tử, đổi tên là Hiển như cũ..
Không bao lâu sau, thái hậu phong Lý Hiển làm Hà Bắc đạo nguyên soái, suất binh tiến công Đột Quyết do Đột Quyết thường xâm lấn biên cương. Các tù trưởng ở phía bắc thấy Lý Hiển đến, đều lần lượt hưởng ứng, lực lượng đông đến 5 vạn. Thái hậu lệnh cho Địch Nhân Kiệt theo phụ giúp ông, nhưng sau cùng Lý Hiển không ra quân.
Sang năm 699, Thái hậu ép Lý Hiển phải đổi họ của mình lại thành Võ, tức Võ Hiển. Cũng lúc đó, do sợ rằng sau khi mình qua đời thì hai nhà Lý, Võ sẽ không dung nhau, thái hậu hạ lệnh bắt Lý Hiển, Lý Đán, Công chúa Thái Bình (ba người con) và phò mã Võ Du Kỵ (lấy Thái Bình) phải thề độc rằng không làm hại họ Võ.
Năm 701, hai người con của Võ Hiển là Thiệu vương Lý Trọng Nhuận, công chúa Lý Tiên Huệ và Phò mã Ngụy công Võ Diên Cơ (con trai Ngụy Tuyên vương Võ Thừa Tự) bị tố cáo phỉ báng Thái hậu. Thái hậu tức giận, ban chết cho ba người.

## Lên ngôi lần thứ hai

### Phục vị
Mùa xuân năm 705, Võ Tắc Thiên bị bệnh nặng nằm trong cung. Hai sủng nam Trương Dịch Chi, Trương Xương Tông nắm quyền trong cung, trông giữ mọi việc. Các tướng Trương Giản Chi, Thôi Huyền Vĩ, Hoàn Ngạn Phạm, Viên Thứ Kỉ và Kính Huy muốn diệt trừ hai tên gian thần này đi, khôi phục lại Đường triều. Trương Giản Chi hỏi Hữu Vũ Lâm Đại tướng quân Lý Đa Tộ (thủ lĩnh bộ lạc Phất Niết Mạt Hạt đang làm tướng cho nhà Chu) rằng:
Ai đã cho ngài vinh quang và vinh dự này, thưa tướng quân?
Lý Đa Tộ đã khóc và trả lời rằng:
Là Đại hoàng đế (tức là Đường Cao Tông, phu quân của Võ Tắc Thiên).
Trương Giản Chi sau đó nói tiếp:
Bây giờ, các con trai của Đại hoàng đế đang bị hai tên lưu manh (tức là Trương Dịch Chi và Trương Xương Tông) gây nguy hiểm, và tướng quân không muốn báo đáp lại Đại hoàng đế hay sao?
Lý Đa Tộ đáp:
Miễn là có lợi cho quốc gia (tức là nhà Đường), ta sẽ làm theo chỉ đạo của ngài, thưa tể tướng. Ta không dám coi thường sự an toàn của bản thân và gia đình.
Sau đó Lý Đa Tộ tham gia vào âm mưu chính biến của Trương Giản Chi. Sau đó bọn họ thuyết phục Lý Hiển cho phép bọn họ làm binh biến.
Ngày Quý Mão (22) tháng 1 (20 tháng 2), Giản Chi, Ngạn Phạm cùng Tiết Tư Hành dẫn quân tiến vào Huyền Vũ Môn, sai Lý Đa Tộ và Vương Đồng Hiệu đến Đông cung nghênh đón Lý Hiển. Lý Hiển đồng tình, theo bọn họ vào cung.
Bọn Trương Giản Chi tiến vào trong cung, giết chết anh em Trương Dịch Chi, Trương Xương Tông. Võ Tắc Thiên kinh sợ, hỏi Trương Giản Chi. Trương Giản Chi nói có mật lệnh có thái tử, giết bọn gian thần đi. Võ Tắc Thiên thấy ông thì biết trong cung có biến loạn, bảo:
Tiểu tử đã giết được rồi, mau về đông cung đi.
Ngạn Phạm không đồng ý, bảo rằng thiên hạ chưa quên công đức của Lý Đường, ép Võ Tắc Thiên nhường ngôi Lý Hiển. Hôm sau, tức ngày Giáp Thìn (23) tháng 1 (21 tháng 2 năm 705), Võ Tắc Thiên ra lệnh cho Lý Hiển làm giám quốc, ngày Ất Tị hôm sau chính thức nhường ngôi cho ông. Võ Hiển phục ngôi, đổi tên lại là Lý Hiển, bỏ quốc hiệu Đại Chu, khôi phục Lý Đường.
Hôm sau nữa, tức Bính Ngọ (25) tháng 1 (23 tháng 2), Lý Hiển chính thức đăng cơ, đại xá thiên hạ. Ông hạ lệnh bỏ qua không giết chết bè đảng của Trương Dịch Chi. Chu Hưng và Lai Tuấn Thần mưu nghịch, ông giết cả họ, chỉ tha cho những người nữ trong tộc đã lấy chồng. Lại phong Tương vương Lý Đán làm An Quốc Tương vương, Thái úy, Đồng phụng các loan thai tam phẩm; thăng Thái Bình công chúa làm Trấn quốc Thái Bình công chúa.

### Vi hoàng hậu nắm quyền
Võ Thái hậu bị chuyển sang sống ở cung Thượng Dương, Lý Trạm làm túc vệ. Ông tấn tôn Thái hậu làm Tắc Thiên Đại thánh hoàng đế, cứ 10 ngày triều kiến một lần. Mùa đông cùng năm, bà mất ở cung Thượng Dương, thọ 82 tuổi, di chúc an táng theo nghi thức Hoàng hậu, hợp táng cùng Đường Cao Tông Lý Trị.
Đầu tháng 3 năm 705, Trung Tông phong cho các đại thần ủng hộ mình các chức vị quan trọng: Trương Giản Chi làm Hạ quan thượng thư, Đồng các loan thai tam phẩm rồi Hán Dương vương; Thôi Huyền Vĩ làm Nội sử; Viên Thứ Kỉ làm Đồng phụng các loan thai tam phẩm; Kính Huy, Hoàn Ngạn Phạm làm Nạp ngôn, tước quận công, Lý Đa Tộ làm Liêu Dương quận vương; Lang Nha công Lý Trạm làm Hữu Vũ Lâm đại tướng quân, Triệu quốc công. Ông khôi phục quốc hiệu Đại Đường, tôn miếu, xã tắc, lăng tẩm, bách quan, văn tự đều khôi phục trước thời Thái hậu, đổi Thần Đô làm Đông Đô, Bắc Đô làm Tĩnh châu như cũ; truy Lý Trọng Nhuận làm Ý Đức thái tử. Ông lập Vi thị làm Hoàng hậu, truy tôn Vi Huyền Trinh đã chết làm Thượng Lạc vương. Vi hậu tư thông với cháu Võ hậu là Võ Tam Tư, lợi dụng được Trung Tông sủng ái mà nắm quyền lực trong triều. Ông muốn lập Lý Đán làm Hoàng Thái đệ, song Lý Đán từ chối, do đó sang năm 706 ông lập người con trai thứ với người thiếp là Lý Trọng Tuấn làm thái tử.
Vi hậu và Võ Tam Tư tư thông với nhau, trong triều Vi hậu nắm quyền, giống hệt như Võ Thái hậu trước đây. Bà ta muốn đưa con gái mình, tức An Lạc công chúa Lý Khỏa Nhi làm Hoàng thái nữ.
Trương Giản Chi nhiều lần khuyên Trung Tông nên diệt trừ toàn bộ gia tộc họ Võ, nhưng ông thấy thái hậu còn sống, không muốn làm việc này. Sau đó lại còn thăng Võ Tam Tư là Tư không, Đồng trung thư môn hạ tam phẩm. Ông ta cùng Vi Hậu kết bè kết đảng, triều chính đều nằm trong tay họ cả.
Giữa năm 705, Đường Trung Tông giáng thấp tước vị của thân tộc Võ thị: Thân vương giáng làm Quận vương; Quận vương giáng làm Quốc công; Quốc công giáng làm Quận công. Vi hậu liên kết với Võ Tam Tư, gièm pha Trung Tông về cái đại thần đảo chính trước đây. Cuối năm 705, Trương Giản Chi bị đưa đi dưỡng lão ở Tương châu, kì thực là tước hết binh quyền. Khi Giản Chi không còn ở triều, triều chính đều do Vi-Võ nắm trọn.
Tháng 12 năm 705, sau cuộc thảo luận trong triều, Trung Tông tự xưng hiệu Ứng Thiên hoàng đế, Vi Hoàng hậu làm Thuận thiên hoàng hậu. Tương vương, Thái Bình công chúa được phong ấp vạn hộ. Cuối năm 705, khi Trung Tông đang cúng tế tại đền thờ tổ tiên của hoàng gia, ông đã có Lý Đán và thủ lĩnh bộ lạc Phất Niết Mạt Hạt là Lý Đa Tộ đi cùng. Đây là một vinh dự lớn của Lý Đa Tộ, vinh dự này đã chống lại những lời dị nghị của các quan lại nhà Đường rằng Lý Đa Tộ, với tư cách là một ngoại tộc không thuộc Hán tộc, không nên được trao cho vinh dự lớn này tương đương với em trai Lý Đán của Trung Tông.
Mùa xuân năm 706, Võ Tam Tư lại sai Hoằng Nông Đàm, Nhiễm Tổ Ung và Lý Thuyên tố cáo các đại thần Trương Trọng Chi, Tổ Diên Khánh, Vũ Đường, Chu Cảnh... có âm mưu giết Tam Tư và phế hoàng hậu. Trung Tông sai điều tra vụ án này. Cuối cùng, các đại thần này bị xử tử.
Cũng trong mùa xuân năm 706, Vi hoàng hậu hạ lệnh đày Kính Huy, Trương Giản Chi, Thôi Huyền Vĩ, Hoàng Ngạn Phạm, Viên Thứ Kỉ năm vị vương gia, ra châu xa, sau đó đến tháng 7 lại sai Võ Tam Tư tố giác họ mưu nghịch rồi xin Trung Tông giết chết hết. Nhiều người lo sợ giang sơn nhà Đường sẽ về tay nữ chúa như trước đây. Có người xử sĩ ở Kinh Triệu tố cáo Võ Tam Tư mưu nghịch, Trung Tông tức giận, sai giết đi; nhưng có đại thần Tống Cảnh muốn chết cùng với người đó, Trung Tông tuy tức giận nhưng cũng đành phải hạ lệnh tha. Không lâu sau, Tống Cảnh bị Võ Tam Tư trục xuất sang Bối châu. Thủ lĩnh bộ lạc Phất Niết Mạt Hạt là Lý Đa Tộ vì sợ hãi đã giả vờ phục vụ lợi ích của Vi hoàng hậu và đã tránh được việc bị Vi hoàng hậu giết.

### Hoàng thái tử binh biến
Thái tử Lý Trọng Tuấn vốn không phải là cốt nhục thân sinh của Vi hoàng hậu nên bị bà ta ghét bỏ và cũng bị Võ Tam Tư coi khinh. Công chúa An Lạc (Lý Khỏa Nhi) cùng chồng là Phò mã đô úy Võ Sùng Huấn (con Võ Tam Tư) cũng không phục Trọng Tuấn, nhiều lần xin Trung Tông phế Trọng Tuấn, lập An Lạc làm Hoàng thái nữ nhưng Trung Tông không chấp nhận.
Lý Trọng Tuấn lo sợ và oán hận Tam Tư, Sùng Huấn cùng An Lạc, đến tháng 9 năm 707, liên kết cùng Thành vương Lý Thiên Lý, Thiên Thủy vương Lý Hi (con trai của Lý Thiên Lý), Lý Đa Tộ (thủ lĩnh bộ lạc Phất Niết Mạt Hạt), Dã Hô Lợi (con rể của Lý Đa Tộ), Lý Tư Trùng, Lý Thừa Huống, Độc Cô Y Chi... đem hơn 300 quân Lâm Vũ khởi loạn, tiến vào giết chết Tam Tư và Sùng Huấn cùng hơn 10 thủ hạ. Sau đó, thái tử và Lý Đa Tộ tiến vào cung, giết các đại thần theo phe Võ Tam Tư. Trung Tông cùng Thượng Quan tiệp dư, Vi hoàng hậu, Công chúa An Lạc đến cửa Huyền Vũ, sai Lưu Cảnh Nhân dẫn 100 kị binh hộ vệ. Các đại thần Dương Tái Tư, Tô Côi, Lý Kiệu cùng nhau chia quân giữ điện Thái Cực. Quân đội triều đình bắt đầu tổ chức phòng ngự. Trung Tông lại sai Lưu Nhân Cảnh đem kị binh ra chống trả. Trong khi đó Lý Đa Tộ và thái tử bất hòa, Lý Đa Tộ án binh không tiến đánh nữa. Lý Trọng Tuấn lại do dự vì muốn nói chuyện với Trung Tông để tự minh oan cho mình.
Trong khi đó, hoạn quan của Trung Tông là Dương Tư Húc (楊思勗) đã dẫn quân phản công, giết chết tướng tiên phong của Lý Đa Tộ là Dã Hô Lợi và làm nản lòng lực lượng đảo chính. Sau đó, Trung Tông sai Dương Tư Húc đi thuyết phục tướng của Lý Đa Tộ là Thiên Kỵ. Thiên Kỵ bèn giết chết Lý Đa Tộ, Lý Thừa Huống, Độc Cô Y Chi rồi đầu hàng. Lý Trọng Tuấn hoảng sợ bỏ trốn đến Chung Nam Sơn, bị những người hầu giết chết. Sau chính biến, hai người con trai của Lý Đa Tộ bị giết, và các thành viên trong gia đình của Lý Đa Tộ đều bị Trung Tông bắt làm nô lệ.
Trung Tông sai đem thủ cấp của Lý Trọng Tuấn đến Thái miếu như để báo với tổ tiên rằng Trọng Tuấn là kẻ phản nghịch. Sau đó lại đưa hộp đựng thủ cấp đến chỗ quan tài của Võ Tam Tư và Võ Sùng Huấn, báo với vong linh của chúng rằng Trọng Tuấn đã phải đền tội. Sau cùng đưa chiếc hộp này đến trưng bày giữa triều. Không đại thần thân cận nào của Lý Trọng Tuấn dám đến gần thi thể vì sợ bị phe đảng của Vi hậu hãm hại, duy chỉ có đại thần Chử Gia Úc làm Vĩnh Hòa thừa dùng chiếc áo cất trong người đến chỗ chiếc hộp, bọc thủ cấp của Lý Trọng Tuấn lại và khóc lóc. Sau đó Chử Gia Úc bị Trung Tông bỏ ngục và bị lưu đày làm Hưng Bình thừa.
Công chúa An Lạc muốn nhân việc này thanh trừng Tương vương Lý Đán và công chúa Thái Bình bèn tố cáo hai người có liên kết với Trọng Tuấn. Nhưng Trung Tông nghe lời khuyên của Tiêu Chí Trung, không truy xét việc này. Cuối năm đó, ông đổi niên hiệu từ Thần Long thành Cảnh Long.

### Quan hệ với lân bang

Bản đồ Tiểu Cao Câu Ly (màu xanh nhạt) của Cao Câu Ly vương Cao Đức Vũ (Go Deokmu) và nước Đại Chấn (màu xanh đậm) của Chấn vương Đại Tộ Vinh phía đông bắc nhà Đường trong thời kỳ Đường Trung Tông cai trị Trung Quốc lần 2

Năm (705) Đường Trung Tông lấy lại quyền lực từ Võ Tắc Thiên, tôn Võ Tắc Thiên lên làm Thái thượng nữ hoàng, lấy lại quốc hiệu Đại Đường khiến cờ xí của Yên Quốc công Võ Giai Cố đang đánh Chấn vương Đại Tộ Vinh phải đổi từ Đại Chu sang Đại Đường. Võ Giai Cố cũng lấy lại họ Lý (gọi là Lý Giai Cố). Trận đánh giữa Chấn vương Đại Tộ Vinh và quân nhà Đường của Yên Quốc công Lý Giai Cố rất ác liệt diễn ra cùng năm 705, và kết quả là quân của Chấn vương Đại Tộ Vinh đã chiến thắng. Tướng Lạc Vũ Chỉnh của quân Đường tử trận. Yên Quốc công Lý Giai Cố cùng 1000 tàn quân Chu rút chạy về Liêu Hà phía tây Liêu Đông. Đại Tộ Vinh dẫn quân Đại Chấn đánh chiếm lại các thành Baekam, Liêu Thành và Ansi từ quân Chu, sau đó bao vây Liêu Hà của nhà Chu. Lý Giai Cố dẫn quân Chu ra quyết chiến với quân Đại Chấn của Đại Tộ Vinh. Kết cục, Yên Quốc công Lý Giai Cố tử trận ở Liêu Hà, quân đội nhà Đường thua tan tác. Đại Tộ Vinh cho quân rút khỏi Liêu Hà, lui về phía đông để tránh quân đội Tiểu Cao Câu Ly của Cao Câu Ly vương Cao Đức Vũ (Go Deokmu) ở Liêu Đông.
Nhận thấy nhà Đường đã lấy lại quyền lực từ Võ Tắc Thiên nên Chấn vương Đại Tộ Vinh bèn thay đổi chính sách, hòa giải với nhà Đường (đến năm 712, Đại Tộ Vinh đổi lại quốc hiệu từ Đại Chấn sang Bột Hải). Đại Tộ Vinh còn phái con trai thứ hai là Đại Môn Nghệ (大門藝, Dae Mun-ye) sang Trường An nhà Đường làm con tin. Trong năm 705, vua Đường Trung Tông dời nhiệm sở của An Đông đô hộ phủ từ phía tây Liêu Đông sang U Châu (nay là Bắc Kinh, Trung Quốc), đồng thời gọi An Đông đô hộ Đường Hưu Cảnh (唐休璟) từ phía tây Liêu Đông về U Châu.

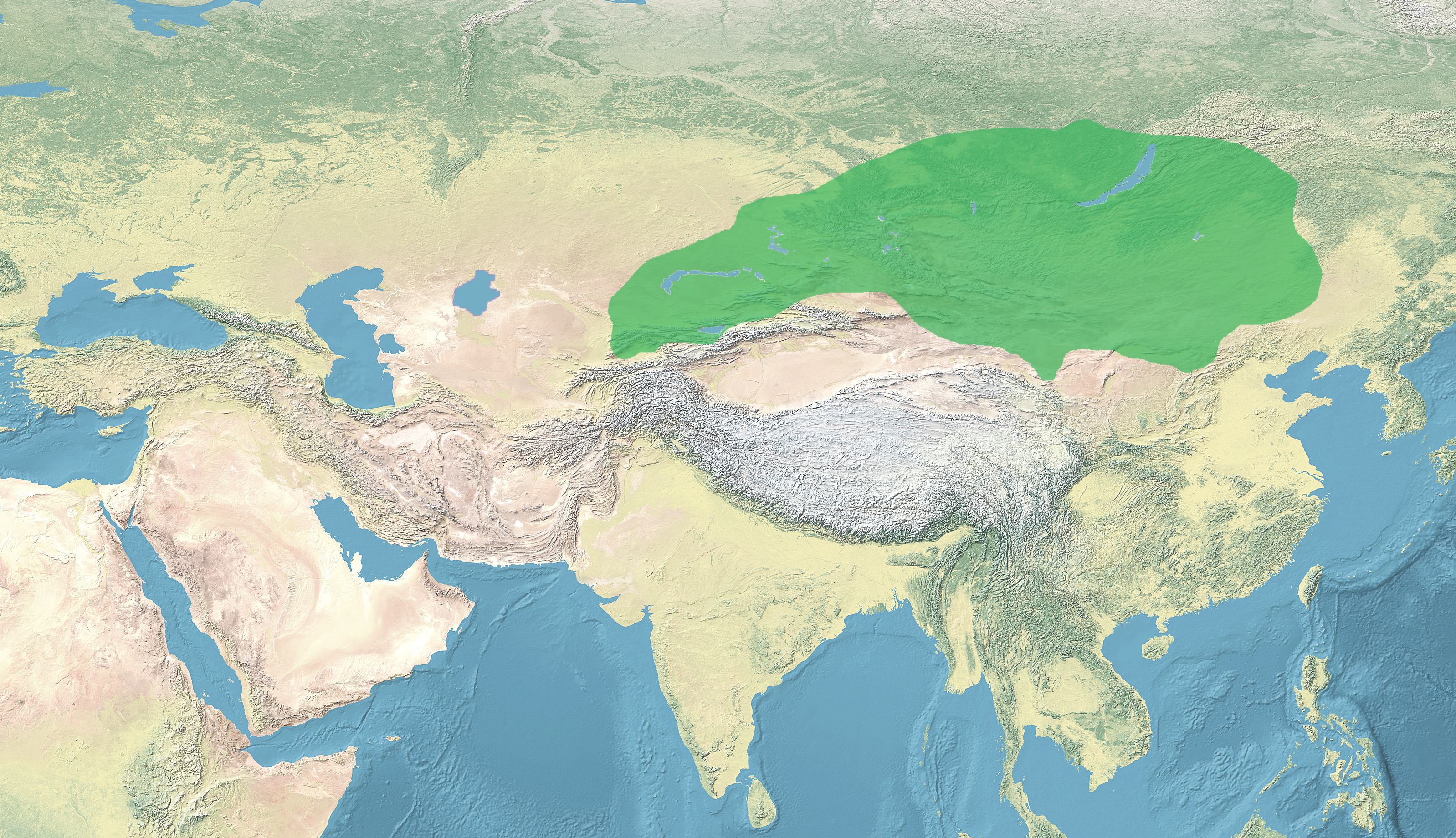
Bản đồ Hãn quốc Hậu Đột Quyết của Thiên Thiện Khả hãn A Sử Na Mặc Xuyết khi giao tranh với nhà Đường của Đường Trung Tông năm 705.

Cũng trong năm 705, quân đội Hãn quốc Hậu Đột Quyết do A Sử Na Mặc Cức Liên chỉ huy tiến vào đất Linh Vũ của nhà Đường, đánh bại tướng nhà Đường là Sa Tra Trung Nghĩa (沙吒忠义). Sa Tra Trung Nghĩa sau đó bị vua Đường Trung Tông cách chức. Vua Đường Trung Tông tức giận từ chối yêu cầu hòa thân của Thiên Thiện Khả hãn A Sử Na Mặc Xuyết và tuyên bố trao thưởng cho bất kỳ ai giết được A Sử Na Mặc Xuyết.
Từ năm 706 đến năm 707 Cao Câu Ly vương Cao Đức Vũ của Tiểu Cao Câu Ly đưa quân đánh chiếm lại các thành trì cũ của Cao Câu Ly ở đông nam Liêu Đông - thuộc An Đông đô hộ phủ của nhà Đường. Thành Bình Nhưỡng cũng rơi vào tay Cao Câu Ly vương Cao Đức Vũ. Cao Đức Vũ sau đó thiết lập quan hệ hữu hảo với Đại Tộ Vinh của nước Đại Chấn vào năm 707.
Cuối năm 708, tù trưởng Sa Cát tự lập làm Khả hãn, xuất quân công phá biên giới Đại Đường, giết sứ giả nhà Đường là Phùng Gia Tân. Trước đó, Sa Cát đánh bại quân của loạn tướng Khuyết Xuyết Trung Tiết. Trung Tiết binh bại, phải chạy sang Trường An xin làm Túc vệ, thuyết phục nhà Đường kéo binh đánh Sa Cát. Hoàng thân Lý Nguyên Chấn nghe tin này, khuyên Trung Tông đừng nên nghe theo. Nhưng Trung Tông nghe lời Tông Sở Khách, quyết định đánh Sa Cát, nhưng bị Sa Cát phản công, đánh phủ đầu. Sa Cát bao vây An Tây đô hộ phủ, đòi thủ cấp của Tông Sở Khách. Tông Sở Khách hoảng sợ, tâu xin Trung Tông lập A Sử Na Hiến làm Thập tính Khả hãn, sai dẫn binh thảo phạt Sa Cát.
Sa Cát viết thư xin đàm phán với nhà Đường. Trung Tông sai xá tội cho Sa Cát, phong làm Thập tứ tính Khã hãn. Cuối năm đó, ông phong Thượng Quan tiệp dư là Chiêu dung.
Mùa thu năm 709, sau khi uy hiếp biên cương nhà Đường thất bại, Sa Cát xin đầu hàng nhà Đường. Trung Tông hài lòng, phong Sa Cát làm Khâm Hóa Khã hãn, đổi tên Sa Cát thành Thủ Trung.
Đầu năm 710, Trung Tông sai gả công chúa Kim Thành cho Thổ Phiên tán phổ, để củng cố quan hệ hòa bình giữa hai nước.

### Cái chết
Những năm cuối đời Trung Tông, hai công chúa là Thái Bình công chúa và An Lạc công chúa kết bè kết đảng, mưu hại lẫn nhau. Vi hoàng hậu cũng lập bè phái trong triều, phụ họa với An Lạc, muốn cho An Lạc làm Hoàng thái nữ nối ngôi, nhưng trước sau Trung Tông không chấp nhận.
Tháng 6 năm 710, người Định châu là Lang Ngập tố cáo Vi hậu và Tông Sở Khách nghịch loạn, bị Vi hậu giết chết. Sang tháng 7, Hứa châu tư binh tham quân Yến Lan Khâm lại dâng sớ nói rằng:"Hoàng hậu dâm loạn, can dự quốc chính, Vi tộc cường thịnh; An Lạc công chúa, Võ Diên Tú, Tông Sở Khách kết bè đảng làm nguy xã tắc".
Trung Tông không nói gì. Khi ra triều, Tông Sở Khách bí mật sai sát thủ giết Lan Khâm đi. Tuy Trung Tông không hỏi đến việc này, nhưng trong lòng rất nghi ngờ. Vi hậu và bè đảng lo sợ vì Trung Tông bắt đầu thay đổi theo hướng bất lợi cho mình. Hai gian thần Mã Tần Khách và Thiện Phanh Điệu thông gian với Vi hậu, cũng sợ một ngày nào đó sẽ bị Trung Tông phát giác. Cộng thêm An Lạc công chúa muốn Trung Tông chóng chết để Vi hậu lâm triều xưng chế, thì mình mới có thể làm Hoàng thái nữ. Họ liên kết, bí mật bỏ độc vào bánh của Trung Tông.
Ngày Nhâm Ngọ tháng 6, năm Canh Tuất (3 tháng 7 năm 710), Đường Trung Tông Lý Hiển bị trúng độc, chết ở Thần Long điện hưởng thọ 55 tuổi.
Vi hậu giấu việc không phát tang, triệu các đại thần vào cung, Thượng Quan Uyển Nhi giả mạo di chiếu, lập Ôn vương Lý Trọng Mậu, năm đó được 16 tuổi, lên nối ngôi, tự xưng là Đường Thương Đế. Vi hoàng hậu đích thân lâm triều xưng chế. Tuy nhiên chỉ 16 ngày sau, Thái Bình công chúa và Lâm Tri vương Lý Long Cơ lại phát động Chính biến Đường Long, giết Vi hậu và An Lạc công chúa, phế Thương Đế, tôn Đường Duệ Tông Lý Đán đăng cơ lần thứ nhì, bước đầu dẹp yên được tình trạng hỗn loạn sau hơn 20 năm.
Cuối năm đó, Đường Duệ Tông cho an táng Trung Tông ở Định lăng (定陵). Do Vi hoàng hậu đã ra tay sát hại Trung Tông, triều đình nghị luận rồi quyết định không hợp táng ông cùng Vi hậu mà hợp táng với người vợ thứ nhất là Triệu phu nhân.

## Gia đình
- Thân phụ: Đường Cao Tông Lý Trị.
- Thân mẫu: Tắc Thiên Thuận Thánh hoàng hậu Võ thị (則天順聖皇后武氏, 625 - 705).
- Hậu phi:

1. Hòa Tư hoàng hậu Triệu thị (和思皇后赵氏, ? - 675), người Kinh Triệu, Trường An, con gái của Phò mã đô úy Triệu Côi (赵瑰) và Thường Lạc Công chúa (常樂公主)-con gái Đường Cao Tổ. Trung Tông nguyên phối, bị Tắc Thiên Thuận Thánh Hoàng hậu xử tử bỏ đói đến chết. Không con
2. Vi hoàng hậu (韋皇后, ? - 710). người huyện Vạn Niên, phủ Kinh Triệu (nay là Thiểm Tây, Tây An), con gái của Phổ Châu Tham quân Vi Huyền Trinh (韋玄貞). Kế phối của Trung Tông sau khi Triệu vương phi bị bỏ đói đến chết. Ám sát Trung Tông, âm mưu xưng Đế nên bị xử tử, phế làm thứ nhân. Sinh Ý Đức Thái tử Lý Trọng Nhuận, Trường Ninh Công chúa, Vĩnh Thọ Công chúa, Vĩnh Thái Công chúa Lý Tiên Huệ, An Lạc Công chúa Lý Khỏa Nhi
3. Huệ Văn Chiêu dung Thượng Quan Uyển Nhi (惠文昭容 上官婉兒). người Thiểm Châu. Xuất thân dòng dõi quý tộc lớn có từ thời Tây Hán, cha là Thượng Quan Đình Chi (上官庭芝), làm chức quan thị tùng cho Chu vương Lý Đán. Khi xảy ra Đường Long chi biến (唐隆之变), cùng Thái Bình công chúa cùng chung chiến tuyến phản đối Vi Thái hậu, thảo ra “Tương vương phụ chính” để giúp Đường Duệ Tông Lý Đán có chính danh, thế nhưng vẫn bị Đường Huyền Tông Lý Long Cơ xử tử vì tội chuyên quyền vượt phận. Không con

### Hậu duệ
Đường Trung Tông có tám con trai và tám con gái
- Hoàng tử:

1. Lý Trọng Nhuận [李重潤; 682 - 701], mẹ là Vi Hoàng hậu. Sau khi mất được truy tặng Ý Đức Thái tử (懿德太子).
2. Lý Trọng Phúc [李重福; 680 - 710], mẹ không rõ. Sau khi mất được truy tặng Tiếu vương (譙王).
3. Lý Trọng Tuấn [李重俊; ? - 707], mẹ không rõ. Sau khi mất được truy tặng Tiết Mẫn Thái tử (節愍太子).
4. Đường Thương Đế Lý Trọng Mậu [李重茂].

- Hoàng nữ:

1. Tân Đô công chúa (新都公主), lấy Võ Duyên Huy (武延晖).
2. Nghi Thành công chúa (宜城公主), ban đầu phong là Nghĩa An quận chúa (义安郡主), lấy Bùi Tốn (裴巽).
3. Định An công chúa (定安公主), ban đầu phong là Tân Ninh quận chúa (新宁郡主). Lấy Vương Đồng Kiểu (王同皎), sau lấy Vi Trạc (韦濯), rồi lại lấy Thôi Tiển (崔铣).
4. Trường Ninh công chúa (長寧公主), mẹ là Vi hoàng hậu, lấy Dương Thận Giao (杨慎交), sau lấy Tô Ngạn Bá (苏彦伯).Bà là mẹ của Nghi Phương công chúa (宜芳公主) Dương thị.
5. Vĩnh Thọ công chúa (永壽公主), mẹ là Vi hoàng hậu, chết sớm.
6. Thành An công chúa (成安公主), tự Quý Khương (季姜), ban đầu phong là Tân Bình công chúa (新平公主), lấy Vi Tiệp (韦捷).
7. Vĩnh Thái công chúa (成安公主; 685 - 701), tên là Tiên Huệ (仙蕙), mẹ là Vi hoàng hậu. Hạ giá lấy Võ Duyên Cơ (武延基). Bị Võ Tắc Thiên xử tử.
8. An Lạc công chúa (安乐公主; 684 - 710), tên là Khỏa Nhi (裹儿), mẹ là Vi hoàng hậu. Trước lấy Võ Sùng Huấn (武崇训), sau lấy Võ Duyên Tú (武延秀).